# هولوکاست در بلاروس
هولوکاست در بلاروس به کشتار و پاکسازی سیستماتیک یهودیان ساکن جمهوری شوروی سوسیالیستی بلاروس سابق در جریان اشغال آن توسط آلمان نازی در جنگ جهانی دوم گفته می‌شود. به تخمین تاریخ‌دان آمریکایی لوسی داویدوویچ، از میان ۳۷۵٬۰۰۰ یهودی ساکن در بلاروس شوروی پیش از جنگ جهانی طبق داده‌های شوروی، ۶۶ درصد از ایشان در جریان هولوکاست جان خود را از دست دادند. در طی این دوره همچنین ۹۰ درصد یهودیان کشورهای حوزه دریای بالتیک کشته شدند.

## تاریخچه
آغاز هولوکاست آلمان نازی در قلمرو بلاروس در تابستان ۱۹۴۱ و در هنگام عملیات بارباروسا با هجوم ارتش المان همراه بود. در ۲۸ ژوئن ۱۹۴۱، مینسک توسط نیروهای ورماخت بمباران و اشغال شد. به باور هیتلر، عملیات بارباروسا جنگ آلمان بر ضد بلشویسم یهودی بود. در ۳ ژوئیه ۱۹۴۱، در جریان نخستین «گزینش» در مینسک، ۲٬۰۰۰ یهودی تحصیل‌کرده به صف شده و در جنگلی در نزدیکی شهر با گلوله کشته شدند. آینزاتس‌گروپن گزارش‌های مفصلی از این کشتارهای پشت مرز شوروی-آلمان در هر دو سوی مرز پیش از جنگ میان یلاروس شوروی و لهستان تهیه کرد. نازی‌ها مینسک را به مرکز اداری رایخس‌کومیساریات اوستلاند تبدیل کردند. از ۱۵ ژوئیه ۱۹۴۱ همه یهودان ناچار به پوشیدن نشان زرد بر لباس‌های خود بودند و در صورت عدم تبعیت ممکن بود اعدام شوند. در ۲۰ ژوئیه همان سال، گتو مینسک شکل گرفت. در دو سال پس از آن، این گتو به بزرگترین گتو در مناطق اشغالی شوروی توسط آلمان نازی تبدیل شد و جمعیتی بیشتر از ۱۰۰٬۰۰۰ یهودی را در خود جای می‌داد.

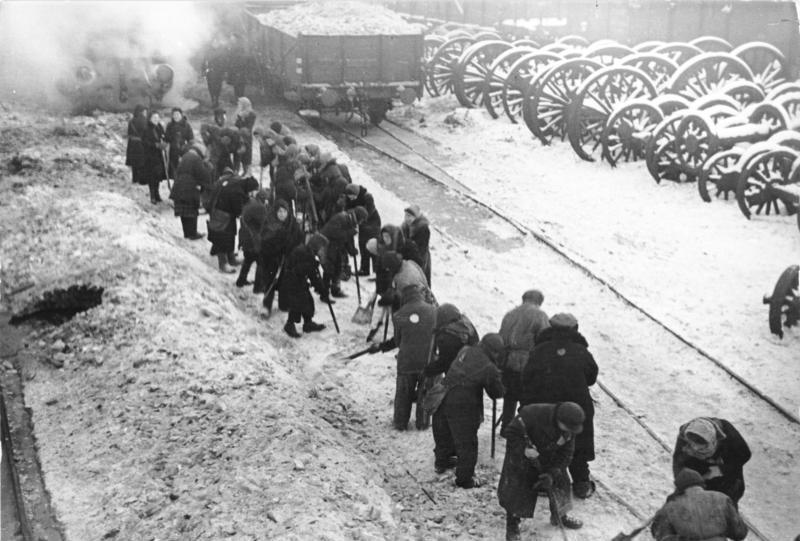
کارگران یهودی در گتو مینسک در حال برف‌روبی ایستگاه قطار. فوریه ۱۹۴۲

بخش جنوبی آنچه امروز بلاروس خوانده می‌شود، از جمله منطقه گومل، در ۱۷ ژوئیه ۱۹۴۱ جدا شد و به رایخس‌کومیساریات تازه‌تشکیل اوکراین پیوست. آلمانی‌ها با اجبار جمعیت محلی به ثبت اطلاعات خود، اقدام به شناسایی یهودیان کردند. این یهودیان از باقی مردم جدا می‌شدند و در گتوها قرار می‌گرفتند. از آنجا که مقام‌های اداری شوروی پیش از اشغال بلاروس آن کشور را ترک کرده بودند و دستوری مبنی بر تخلیه داده نشده بود، بیشتر ساکنان یهودی توسط آلمانی‌ها به اسارت گرفته شدند.
تعداد ۱۰۰ هزار یهودی در گتو مینسک، ۲۵ هزار در بوبروئیسک، ۲۰ هزار در ویتبسک، ۱۲ هزار در موگیلف، ۱۰ هزار در گومل، ۱۰ هزار تن در اشلوتسک، ۸ هزار تن در بوریسوف، و ۸ هزار تن در پولوتسک زندانی شدند. تنها در منطقه گومل، بیست گتو بر پا شدند که هیچ‌یک کمتر از ۲۱ هزار ساکن نداشتند.
در نوامبر ۱۹۴۱، نازی‌ها ۱۲ هزار یهودی را در گتو مینسک به صف کشیدند تا جا برای ۲۵ هزار یهودی خارجی دیگر که از آلمان، اتریش، و موراوی اخراج شده بودند باز شود. صبح ۷ نوامبر ۱۹۴۱، به نخستین گروه از زندانیان به‌صف‌کشیده شده دستور داده شد تا در ستونی پشت سر هم حرکت کرده و سرودهای انقلابی بخوانند. پس از رسیدن این گروه به بیرون مینسک، ۶۶۲۴ یهودی به روستای توچینکا (Tuchinka) برده شدند و توسط اعضای آینزاتس‌گروپن A هدف شلیک گلوله قرار گرفتند. گروه بعدی با ۵۰۰۰ نفر در ۲۰ نوامبر ۱۹۴۱ سرنوشتی مشابه پیدا کرد.

## هولوکاست با گلوله

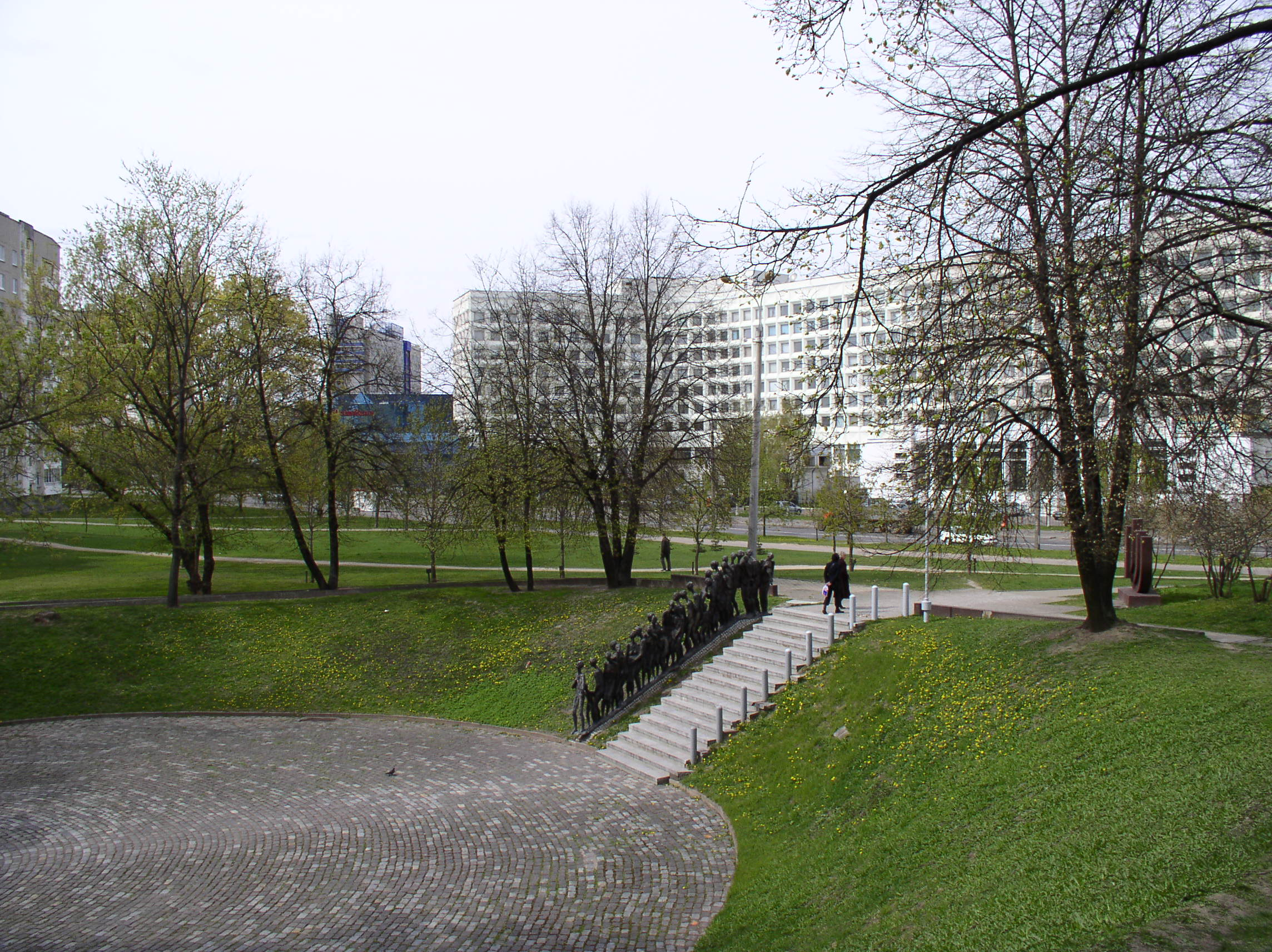
«گودال» یادمانی در تقاطع خیابان‌های Melnikayte و Zaslavskaya در مینسک است که به یاد کشته‌شدگان یهودی هولوکاست بنا نهاده شده‌است.

متعاقب انضمام قلمروی لهستان شامل بلاروس غربی شوروی، جمعیت یهودی بلاروس شوروی نزدیک به سه برابر شد. در ژوئن ۱۹۴۱ و در آغاز عملیا بارباروسا، ۶۷۰٬۰۰۰ یهودی در بخش لهستانی و ۴۰۵٬۰۰۰ یهودی در بخش شوروی بلاروس امروزین زندگی می‌کردند. در ۸ ژوئیه ۱۹۴۱، راینهارت هایدریش رئیس اداره اصلی امنیت رایش دستور داد تا تمام مردان یهودی در مناطق اشغالی که میان ۱۵ تا ۴۵ سال سن داشتند به محض دیده شدن توسط نیروهای آلمانی به دیده پارتیزان‌های شوروی نگریسته شده و بلافاصله کشته شوند. تا اوت همان سال، قربانیان شلیک‌ها شامل زنان، کودکان و سالمندان نیز می‌شدند. نخستین موج کشتارها توسط آینزاتس‌گروپن و گردان‌های پلیس امنیت آلمان انجام شدند.
در هولوکاست توسط گلوله، کمینه ۸۰۰٬۰۰۰ یهودی در مناطق بلاروس امروزین کشته شدند. بیشتر آن‌ها توسط نیروهای آینزاتس‌گروپن، گردان‌های پلیس امنیت، و اس دی با شلیک مستقیم کشته شدند. هنگامی که اکثریت جمعیت‌های یهودی در نخستین موج تیراندازی‌ها کشته شدند، شمار همدستان بلاروسی آلمانی‌ها هنوز کوچک بود. به گفته مارتین گیلبرت تاریخ‌دان، کمیسار عالی آلمان ویلهلم کوبه بشخصه در کشتار ۲ مارس ۱۹۴۲ در گتو مینسک حضور داشت. در جریان بازرسی گتو توسط پلیس نازی، گروهی از کودکان دستگیر شدند و در گودال شنی ژرفی که با برف پوشانده شده بود انداخته شدند. «در آن هنگام، چندین افسر اس‌اس، در میانشان ویلهلم کوبه، از راه رسیدند. کوبه در لباس براق خود تعدادی شیرینی برای کودکانی که جیغ می‌کشیدند پرتاب کرد. همه کودکان در شن دفن شدند.»

### نجات یهودیان
تا ۱ ژانویه ۲۰۱۷، بنیاد ید وشم در اسرائیل تعداد ۶۴۱ بلاروسی را درستکار در میان ملل معرفی کرده‌است. همه جوایز پس از فروپاشی اتحاد جماهیر شوروی پخش شدند.